# Josef Novosad
ThDr. Josef Novosad SDB (18. července 1910 Francova Lhota – 15. dubna 1983 Ostravice) byl český katolický kněz, člen řádu salesiánů.

## Studium a italská zkušenost
Byl jedním z pionýrů českého salesiánského díla. Narodil se ve Francově Lhotě na Valašsku ve vesnici odkud pocházel pozdější litoměřický biskup kardinál Štěpán Trochta. Byl nejstarší z dětí. Rodiče měli malé hospodářství. Jeho přítel z mládí Štěpán Trochta odjel v roce 1923 studovat do Itálie k salesiánům. Před tím měl na mládež z Francovy Lhoty velký vliv. I Novosad tedy zatoužil být knězem. Matky obou se domluvily a za rok v roce 1924 odjel Novosad, tentokrát už s první výpravou českých chlapců, kterou organizoval kněz Klement, do Itálie.
Začal v Peroze Argentině pod Alpami. Začátky byly krušné. Hoši prožívali určitou deziluzi ze svých představ o Itálii. Okolí jim nerozumělo a cítili se opuštěni. Slovenský salesián Don Hlubík, který se o ně v první době staral, je utěšoval, že se vše změní k lepšímu až přijde Don Stuchlý. Později Novosad vzpomínal, že jeho příchod byl pro ně zklamáním. Čekali mladého nadšeného muže a přišel bělovlasý stařeček. Ale brzy si všechny získal svou otcovskou láskou a péčí.
Pobyl v Peroze tři roky. Když odcházeli salesiánští chovanci s Donem Stuchlým z Perozy na Moravu, aby otevřeli první řeholní dům ve vlasti ve Fryštáku, odešel Novosad do Chieri do salesiánského noviciátu. V následujícím roce 12. září 1928 složil první řeholní sliby. Po slibech byl dva roky ve studentátu v Turíně na Valsalice. V roce 1930 se vrátil do vlasti. Začal ve Fryštáku asistenci (vývojová fáze řeholní formace). V tom roce bylo ve Fryštáku 11 asistentů. Dostali tedy pokyn, aby se připravili ke zkouškám a k maturitě na arcibiskupském gymnáziu v Kroměříži.
Po asistenci v roce 1933 byl Novosad pro své nadání a schopnosti poslán do Itálie do Říma studovat teologii na Gregoriánskou univerzitu. Na kněze byl vysvěcen 26. července 1936. Po vysvěcení pokračoval ve studiu a v roce 1937 získal v Římě doktorát z teologie.

## Akademické působení
Vrátil se do vlasti a začal v Ostravě vyučovat kleriky. Pokračoval ještě ve studiu doma a dosáhl doktorátu z Církevních dějin na teologické fakultě v Olomouci. Téma doktorské práce bylo o založení Olomoucké univerzity. Na Univerzitě Karlově v Praze zažádal o doktorát z filosofie. V následujících letech zůstal v Ostravě. Přednášel teologii a zastával funkci katechety a později zpovědníka. Když byl v únoru roku 1942 ostravský ústav zabrán nacistickými okupanty na nemocnici, odstěhoval se s bohoslovci do Fryštáku. V květnu v roce 1942 po atentátu na Heidrycha, když byl Štěpán Trochta zatčen, poslal ho pan inspektor do Prahy, aby řídil ústav po uvězněném Trochtovi. Bylo to choulostivé poslání. Novosad se ho ujal s veškerou energií a odvahou sobě vlastní. Později vzpomínal, že si ani neuvědomoval v jakém byl nebezpečí, když chodil do pověstné Pečkárny, kam Češi většinou vcházeli, ale už neodcházeli, pro klíče od Trochtovy kanceláře.

## V ohrožení života
Největšímu nebezpečí byl vystaven, když koncem války chtěli Němci pražský ústav zabrat. Novosad se bránil. Byl v té věci předvolán na SS-Oberkomando v nynější právnické fakultě k Heinrichu Geschkemu. Přišel v klerice. Nechali ho dlouho čekat. Pak ho Geschke uvítal se slovy, že je rád, že mu přichází sdělit, kdy bude budova prázdná, aby ji mohla převzít německá moc. A na důkaz své "lásky" si položil před sebe nabitý revolver. Novosad, muž velké víry, neztratil nervy. Vyložil panu veliteli, že není v jeho kompetenci rušit ústav a že neví, kam by poslal sirotky, kteří v něm bydlí. Geschke si pohrával s pistolí a nevinně se zeptal: "Jak myslíte, že dopadne válka?" Novosad si pomyslil, když řeknu pravdu, tak mě zastřelí jako nepřítele říše. Odpověděl tedy, že se necítí schopný vyslovovat se v takové věci. Vojenským věcem nerozumí, nikdy se o to nezajímal. V té chvíli nastal obrat. Pan velitel přestal šermovat s pistolí. Řekl: "Vidím, že jste prohnanej kněžour, a že nemá cenu s vámi ztrácet čas. Vraťte se tedy k svejm pobudům. Německá říše se obejde i bez vašeho baráku. Ale pamatujte si, až přijdou komunisti, ty se s váma nebudou mazlit jako já. Vezmou si všechno co budou chtít a ani nepípnete. Ještě si na mně vzpomenete". Novosad k tomu později dodal, že si skutečně vzpomněl, když k tomu později došlo. Ale ústav byl pro tu chvíli zachráněn.

## Komunistická totalita
Po válce, když se Štěpán Trochta vrátil živý z koncentračního tábora, Novosad mu ještě pomáhal než se zotavil. Přednášel teologii v Mníšku pod Brdy. Salesiánský studentát (studium bohoslovců) se pak přestěhoval do Oseku u Duchcova a Novosad se tam přestěhoval také. V Oseku ho zastihlo, co mu Geschke předpovídal, kněží a bohoslovci byli komunistickým režimem internováni v roce 1950. Zůstal v internaci v Oseku. Ujal se iniciativy a režíroval divadlo, které internovaní spolubratři hráli. Vzbudil tím nevoli vedení, zvláště po akademii k 24. květnu 1950. Byl volán k výslechům a s nejbližší skupinou byl začátkem srpna odvezen do Želiva, který se proměnil na vězeňský klášter komunistického režimu. Zde byli soustředěni vzdělaní, ale komunistickému režimu zároveň zvlášť nebezpeční kněží. Mezi touto elitou byl Novosad uznáván jako nejlepší odborník na dogmatiku.
V roce 1955 ho na žádost příbuzných ze Želiva propustili. Doma ještě soukromě hospodařili a tatínek na to pro nemoc nestačil. Pracoval nějaký čas v domácím hospodářství, ale mladší bratr se oženil, pole zabralo JZD a Novosad musel hledat práci. Pracoval jako skladník na dráze v Mankovicích u Nového Jičína. Manuální práce ho ubíjela, nebyl příliš zručný a to, na co se celý život připravoval, nemohl vykonávat. Odrazilo se to na jeho zdraví. Někdy v roce 1967 konečně dostal státní souhlas a nastoupil do duchovní správy v Petřvaldu. V době pražského jara velmi ožil. Dostal se na návštěvu do Itálie, kde se mohl setkat se svými někdejšími spolužáky. Ale přišel nový úder: 21. srpen 1968 a následující normalizace. Byl přeložen v roce 1972 do Ostravice.

## Vrchol života
Ve stáří se musel naučit řídit auto, aby zvládl své pastorační povinnosti. Vytvořil si kolem sebe určitý kruh laiků i mladých lidí, kteří se potom soustředili kolem chalupy ve Pstruží, které se říkalo Salaš. Měl stále co rozdávat ze svých rozsáhlých vědomostí i životních zkušeností. Stále sledoval, co je v teologii nového a byl v naší zemi jeden z mála dobře informovaných lidí v tomto oboru. Dostával zahraniční literaturu a studovat ji nebylo u něj při jeho jazykovém vybavení problém. Byl zpovědníkem řady lidí mimo jiné také začínajících sester kongregace Dcer Panny Marie Pomocnice (FMA), které bydlely v Ostravě. Pomohl jim nejednou radou ze své zkušenosti. Jeho zdraví, ale nebylo dobré, až přišla diagnóza - rakovina. Nepomohla operace. Vrátil se na svou faru, kde díky obětavosti salesiánských spolubratří P. Stanislava Honky a P. Jeřábka, a známých lékařů dožil svůj pohnutý život. Zemřel 15. dubna 1983 obklopen láskou svých spolubratří i přátel. Pohřben byl na místním hřbitově v Ostravici.